# Cnemalobus diamante
Cnemalobus diamante is een keversoort uit de familie van de loopkevers (Carabidae). De wetenschappelijke naam van de soort is voor het eerst geldig gepubliceerd in 2007 door Roig-Junient & Ruiz-Manzanos.